# Campeonato de Segunda División 1904 (Argentina)
El Campeonato de Segunda División 1904 fue el torneo que constituyó la sexta temporada de la segunda división de Argentina en la era amateur. El torneo inició el 24 de abril y finalizaron las zonas el 21 de agosto, entre el 30 y 8 de septiembre se jugó un desempate y jugándose la zona de campeonato entre 8 y 18 de septiembre.
El torneo coronó campeón por tercera vez en su historia al Barracas II, segunda categoría de Barracas, tras vencer por 2 a 0 en la final a Alumni II, segunda categoría de Alumni.

## Equipos
| Equipo                   | Ciudad (Provincia)             |
| ------------------------ | ------------------------------ |
| Argentino de Quilmes     | Quilmes (Buenos Aires)         |
| Alumni II                | Ciudad de Buenos Aires         |
| Banfield                 | Banfield (Buenos Aires)        |
| Barracas A. C. II        | Ciudad de Buenos Aires         |
| Belgrano A. C. II        | Ciudad de Buenos Aires         |
| Estudiantes (Bs. As.) II | Ciudad de Buenos Aires         |
| Lomas Juniors            | Lomas de Zamora (Buenos Aires) |
| Porteño                  | Ciudad de Buenos Aires         |
| San Isidro               | San Isidro (Buenos Aires)      |
| San Martín A. C.         | San Martin (Buenos Aires)      |

## Sistema de disputa
El campeonato se dividió en 2 zonas de 5 equipos cada una, los dos mejores de cada zona accedieron a un cuadrangular para disputar el campeonato a eliminación directa. Cada zona se disputó con es sistema de todos contra todos a dos ruedas, quedando un equipo libre por fecha (cada equipo quedó dos veces libre).

## Tabla de posiciones

### Zona 1
| Pos. | Equipo               | Pts. | PJ | PG | PE | PP | GF | GC | Dif. |
| ---- | -------------------- | ---- | -- | -- | -- | -- | -- | -- | ---- |
| 1.º  | Argentino de Quilmes | 16   | 8  | 8  | 0  | 0  | 20 | 2  | 18   |
| 2.º  | Lomas Juniors        | 8    | 8  | 4  | 0  | 4  | 21 | 10 | 11   |
| 3.º  | Alumni II            | 8    | 8  | 3  | 2  | 3  | 5  | 6  | −1   |
| 4.º  | San Isidro           | 8    | 8  | 3  | 2  | 3  | 7  | 16 | −9   |
| 5.º  | Banfield             | 0    | 8  | 0  | 0  | 8  | 3  | 22 | −19  |

|  | Accede a la zona campeonato.            |
|  | Jugaron un triangular por el 2° puesto. |

#### Desempate por el segundo puesto
Al quedar igualados en puntos en los 2°, 3° y 4° puestos, San Isidro, Lomas Juniors y Alumni II disputaron un triangular desempate en cancha neutral para definir al ganador de la zona, que accederá a la final por el ascenso.
|  |

| Desempate por el segundo puesto                                      | Desempate por el segundo puesto | Desempate por el segundo puesto | Desempate por el segundo puesto | Desempate por el segundo puesto |
| Local                                                                | Resultado                       | Visitante                       | Estadio                         | Fecha                           |
| -------------------------------------------------------------------- | ------------------------------- | ------------------------------- | ------------------------------- | ------------------------------- |
| Alumni II                                                            | 2 - 0                           | Lomas Juniors                   | Belgrano                        | 30 de agosto                    |
| Alumni II                                                            | 1 - 0                           | San Isidro                      | Quilmes                         | 4 de septiembre                 |
| San Isidro                                                           | -                               | Lomas Juniors                   |                                 |                                 |
| Alumni II quedó segundo de la zona, accediendo a la zona campeonato. |                                 |                                 |                                 |                                 |

| Pos. | Equipo        | Pts. | PJ | PG | PE | PP | GF | GC | Dif. |
| ---- | ------------- | ---- | -- | -- | -- | -- | -- | -- | ---- |
| 1.º  | Alumni II     | 4    | 2  | 2  | 0  | 0  | 3  | 0  | 3    |
| 2.º  | San Isidro    | 0    | 1  | 0  | 0  | 1  | 0  | 1  | −1   |
| 3.º  | Lomas Juniors | 0    | 1  | 0  | 0  | 1  | 0  | 2  | −2   |

|  | Accede a la zona campeonato. |

### Zona 2
| Pos. | Equipo                   | Pts. | PJ | PG | PE | PP | GF | GC | Dif. |
| ---- | ------------------------ | ---- | -- | -- | -- | -- | -- | -- | ---- |
| 1.º  | Belgrano A. C. II        | 14   | 8  | 7  | 0  | 1  | 20 | 6  | 14   |
| 2.º  | Barracas A. C. II        | 12   | 8  | 6  | 0  | 2  | 13 | 9  | 4    |
| 3.º  | Estudiantes (Bs. As.) II | 7    | 8  | 3  | 1  | 4  | 9  | 12 | −3   |
| 4.º  | Porteño                  | 6    | 8  | 3  | 0  | 5  | 10 | 20 | −10  |
| 5.º  | San Martín A. C.         | 1    | 8  | 0  | 1  | 7  | 4  | 9  | −5   |

|  | Accede a la zona campeonato. |

Faltan goles anotados y recibidos en la zona, excluyendo a Estudiantes.

## Zona Campeonato
Los dos mejores equipos de cada zona se clasificaron para jugar la zona campeonato. El mismo consiste en un torneo por eliminación directa. Los equipos se enfrentaron a único partido en cancha neutral. Los dos ganadores se enfrentaron en la final para definir al campeón.
|  | Semifinales                             | Semifinales                             |           |             | Final                | Final                |  |
|  | del 8 de septiembre al 11 de septiembre | del 8 de septiembre al 11 de septiembre |           |             | del 18 de septiembre | del 18 de septiembre |  |
|  |                                         |                                         |           |             |                      |                      |  |
|  |                                         |                                         |           |             |                      |                      |  |
|  | Barracas II                             | 6                                       |           |             |                      |                      |  |
|  | Barracas II                             | 6                                       |           |             |                      |                      |  |
|  | Belgrano II                             | 2                                       |           |             |                      |                      |  |
|  | Belgrano II                             | 2                                       |           | Barracas II | 2                    |                      |  |
|  |                                         |                                         |           | Barracas II | 2                    |                      |  |
|  |                                         |                                         | Alumni II | 0           |                      |                      |  |
|  | Alumni II                               | 2                                       | Alumni II | 0           |                      |                      |  |
|  | Alumni II                               | 2                                       |           |             |                      |                      |  |
|  | Argentino (Q)                           | 1                                       |           |             |                      |                      |  |
|  | Argentino (Q)                           | 1                                       |           |             |                      |                      |  |
|  |                                         |                                         |           |             |                      |                      |  |

### Semifinales
|  |

| Semifinal 1                     | Semifinal 1 | Semifinal 1 | Semifinal 1 | Semifinal 1     |
| Local                           | Resultado   | Visitante   | Estadio     | Fecha           |
| ------------------------------- | ----------- | ----------- | ----------- | --------------- |
| Barracas II                     | 6 - 2       | Belgrano II | Quilmes     | 8 de septiembre |
| Barracas II accedió a la final. |             |             |             |                 |

|  |

| Semifinal 2                   | Semifinal 2 | Semifinal 2   | Semifinal 2 | Semifinal 2      |
| Local                         | Resultado   | Visitante     | Estadio     | Fecha            |
| ----------------------------- | ----------- | ------------- | ----------- | ---------------- |
| Alumni II                     | 2 - 1       | Argentino (Q) | Flores      | 11 de septiembre |
| Alumni II accedió a la final. |             |               |             |                  |

### Final
|  |

| Local                                          | Resultado | Visitante | Estadio | Fecha            |
| ---------------------------------------------- | --------- | --------- | ------- | ---------------- |
| Barracas II                                    | 2 - 0     | Alumni II | Flores  | 18 de septiembre |
| Barracas II se coronó campeón de la temporada. |           |           |         |                  |

#### Detalles
| 18 de septiembre de 1904 | Barracas II              | 2:0 | Alumni II |                          |                          |
|                          | Potter 74' · Casella 77' |     |           | Árbitro(s): S. R. Wilson | Árbitro(s): S. R. Wilson |

## Campeón

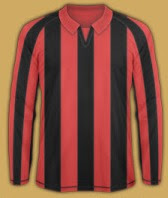
Barracas Athletic Club II

(3er campeonato)